# Hòa Khánh (xã)
Hòa Khánh là một xã thuộc tỉnh Tây Ninh được thành lập vào năm 2025 trên cơ sở sáp nhập các xã Hòa Khánh Tây, Hòa Khánh Nam và Hòa Khánh Đông, huyện Đức Hòa, tỉnh Long An. 

## Địa lý
Xã Hòa Khánh có vị trí địa lý:
- Phía đông giáp xã Đức Lập và xã Mỹ Hạnh
- Phía tây giáp xã Đức Huệ
- Phía nam giáp xã Đức Hòa
- Phía bắc giáp xã Hiệp Hòa và xã Hậu Nghĩa

Xã Hòa Khánh có diện tích 59,75 km², dân số năm 2025 là 35.638 người.

## Lịch sử
Trong đợt cải cách hành chính Việt Nam năm 2025, theo Nghị quyết số 1682/NQ–UBTVQH15 các xã Hòa Khánh Tây, Hòa Khánh Nam và Hòa Khánh Đông, thuộc huyện Đức Hòa, tỉnh Long An sẽ được sáp nhập và thành lập xã Hòa Khánh, tỉnh Tây Ninh.